# WFMY-TV
WFMY-TV est une station de télévision américaine, affiliée au réseau CBS, basée à Greensboro, en Caroline du Nord. Elle couvre les localités de High Point et Winston-Salem, zone géographique connue sous le nom de triade de Piedmont. La station appartient à Tegna Inc., du groupe Gannett.

## Télévision numérique terrestre
| Canal virtuel | Image | Aspect | Programmation                          |
| ------------- | ----- | ------ | -------------------------------------- |
| 2.1           | 1080i | 16:9   | Programmation principale WFMY-TV / CBS |
| 2.2           | 480i  | 16:9   | Justice Network (en)                   |
| 2.3           | 480i  | 16:9   | WeatherNation TV (en)                  |
| 2.4           | 480i  | 16:9   | Quest (en)                             |